# Back-nine-order
Der Begriff Back-nine-order (englisch back nine order) wird hauptsächlich bei US-Fernsehserien verwendet, die nach den ersten dreizehn Folgen einer Staffel die – nach der Pilotfolge – zweite „Qualitätsprüfung“ bestanden haben und dank ihrer Einschaltquoten oder Überzeugung des jeweiligen Fernsehsenders in die Serie neun weitere Folgen zur bisher dreizehn Episoden fassenden Staffel hinzubekommen, was dann eine volle Staffel (in der Regel 22 Folgen) ergibt.
Die Back-nine-order gibt allerdings keine Gewissheit über eine weitere Staffel einer Fernsehserie, da diese meist nur ein Privileg für wirklich gewinnträchtige Serien ist.